# Neogobius platyrostris
Neogobius platyrostris är en fiskart som först beskrevs av Pallas, 1814.  Neogobius platyrostris ingår i släktet Neogobius och familjen smörbultsfiskar. Inga underarter finns listade i Catalogue of Life.